# Claudio Langes
Claudio Langes Pesenti (Brescia, 4 agosto 1961) è un ex pilota automobilistico italiano.

## Carriera
Nel 1978 vince il Campionato Italiano 125cc di go-kart.
Gli anni seguenti lo vedono al via in gare di Formula 3 e Formula 3000 dove il miglior risultato è un terzo posto al GP di Curaçao nel 1985 con una March Formula 3000.
Nel 1990 debutta in Formula 1, ma la stagione è disastrosa. Al volante della EuroBrun su 14 gare non supera mai le pre-qualifiche, causa anche una vettura non all'altezza, che però il compagno di squadra Roberto Moreno porta a superare 5 volte le pre-qualifiche e a qualificarsi in 2 occasioni.
Chiusa la parentesi in Formula 1 passa alle vetture Turismo senza ottenere risultati di prestigio.

## Risultati in Formula 1
| 1990 | Scuderia | Vettura |     |     |     |     |     |     |     |     |     |     |     |     |     |     |  |  |  | Punti | Pos. |
| ---- | -------- | ------- | --- | --- | --- | --- | --- | --- | --- | --- | --- | --- | --- | --- | --- | --- |  |  |  | ----- | ---- |
| 1990 | EuroBrun | ER189   | NPQ | NPQ | NPQ | NPQ | NPQ | NPQ | NPQ | NPQ | NPQ | NPQ | NPQ | NPQ | NPQ | NPQ |  |  |  | 0     |      |

| Legenda | 1º posto     | 2º posto | 3º posto    | A punti         | Senza punti/Non class.  | Grassetto – Pole position Corsivo – Giro più veloce |
| Legenda | Squalificato | Ritirato | Non partito | Non qualificato | Solo prove/Terzo pilota | Grassetto – Pole position Corsivo – Giro più veloce |